# Британське Борнео
Британське Борнео — спільна назва чотирьох територій на острові Калімантан (Борнео), що належали до Британської імперії з середини XIX до середини XX століття. До складу Британського Борнео на початку 1950-х років належали коронні колонії Саравак, Північне Борнео, а також Британський протекторат Бруней. Острів Лабуан був коронною колонією з 1848 року, а 1907 року приєднаний до колонії Стрейтс-Сетлментс.
Перші англійські кораблі з Індії досягли Борнео 1607 року й розпочали торгівлю з Сукаданою. У 1760-ті роки англієць Александр Далрімпл домовився з султаном Сулу про створення британського торгового посту на острові Баламбанган біля північного узбережжя. Надалі цей пост був знищений військами Сулу.
Згідно з британсько-нідерландським договором 1824 року розділенням сфер впливу в Південно-Східній Азії була Малаккська протока. Британці контролювали Малакку, Пенанг і Сінгапур, тоді як нідерландці утримували Яву, частину Суматри та південь Борнео. Північно-західне узбережжя Борнео належало Брунейському султанату. Британці здійснили декілька рейдів проти брунейських піратів, проте до острова мали обмежену цікавість.
Лише 1839 року британський підданий Джеймс Брук висадився в Брунеї та 1841 року заснував Королівство Саравак на території, віддано йому султаном. Упродовж 1847-1890 років білі раджі Сараваку захопили більшу частину території султанату. Лабуан внаслідок англо-брунейського договору 1847 року став британською колонією. З 1888 року Британія представляла зовнішньополітичні інтереси Сараваку.
Брунейський султан 1888 року звернувся до британського уряду з проханням про захист від агресії Сараваку. Був заключений договір про протекторат, оновлений 1906 року.
Територія Північного Борнео була передана британській компанії Північного Борнео султаном Брунею у 1870-ті роки. Держава Північний Борнео сформувалася 1882 року, а 1888 перейшла під британський протекторат.
Тим часом Нідерланди брали під контроль південні, центральні й східні частини Калімантан. 1891 року було встановлено остаточний кордон між британськими та нідерландськими територіями, який 1963 року перетворився на малайзійсько-індонезійський.
Через складний рельєф, подекуди болотисті ґрунти та непрохідні тропічні ліси сполучення між британськими та нідерландськими територіями Калімантан було практично відсутнє. Мало доріг було й всередині Британського Борнео. Залізниць в Сараваку та Брунеї не було взагалі, в Північному Борнео існувала лише єдина гілка. Тому сполучення здійснювалося переважно морським шляхом, а найбільшими транспортними вузлами були міста-порти.